# Greenomyia nigricoxa
Greenomyia nigricoxa är en tvåvingeart som beskrevs av Enrico Adelelmo Brunetti 1912. Greenomyia nigricoxa ingår i släktet Greenomyia och familjen svampmyggor. Inga underarter finns listade i Catalogue of Life.